# Nicolás De La Cruz
Nicolás De La Cruz Arcosa (Montevideo, 1 juni 1997) is een Uruguayaans voetballer die doorgaans speelt als middenvelder. In januari 2024 verruilde hij River Plate voor Flamengo. De La Cruz maakte in 2020 zijn debuut in het Uruguayaans voetbalelftal. Hij is de halfbroer van voetballer Carlos Sánchez.

## Clubcarrière
De La Cruz speelde in de jeugdopleiding van Liverpool. Deze doorliep hij en hij brak ook door bij die club. Op 13 september 2015 maakte de middenvelder zijn debuut in het eerste elftal. Op die dag werd met 0–1 gewonnen van El Tanque Sisley. De La Cruz mocht in de basis beginnen en hij speelde het gehele duel mee. Gedurende twee jaar speelde hij vijfendertig competitiewedstrijden, waarin hij achtmaal tot scoren kwam. In de zomer van 2017 werd de Uruguayaan aangetrokken door River Plate, waar hij voor vier jaar tekende. Eind 2022 werd zijn verbintenis opengebroken en met drie seizoenen verlengd tot 2025. In december 2023 kwamen River Plate en Flamengo een transfer van de middenvelder overeen, per 1 januari 2024. De La Cruz kostte de Braziliaanse club circa veertienenhalf miljoen euro.

## Clubstatistieken
| Seizoen | Club        | Competitie       | Competitie | Competitie | Beker | Beker | Internationaal | Internationaal | Totaal | Totaal |
| Seizoen | Club        | Competitie       | Wed.       | Dlp.       | Wed.  | Dlp.  | Wed.           | Dlp.           | Wed.   | Dlp.   |
| ------- | ----------- | ---------------- | ---------- | ---------- | ----- | ----- | -------------- | -------------- | ------ | ------ |
| 2015/16 | Liverpool   | Primera División | 17         | 1          | 0     | 0     | —              | —              | 17     | 1      |
| 2016    | Liverpool   | Primera División | 11         | 4          | 0     | 0     | —              | —              | 11     | 4      |
| 2017    | Liverpool   | Primera División | 7          | 3          | 0     | 0     | 1              | 0              | 8      | 3      |
| 2017/18 | River Plate | Primera División | 14         | 0          | 5     | 0     | 3              | 0              | 22     | 0      |
| 2018/19 | River Plate | Primera División | 17         | 1          | 8     | 3     | 10             | 2              | 35     | 6      |
| 2019/20 | River Plate | Primera División | 17         | 4          | 7     | 3     | 8              | 1              | 32     | 8      |
| 2020/21 | River Plate | Primera División | 7          | 3          | 0     | 0     | 10             | 3              | 17     | 6      |
| 2021    | River Plate | Primera División | 22         | 5          | 1     | 0     | 7              | 0              | 30     | 5      |
| 2022    | River Plate | Primera División | 32         | 4          | 3     | 0     | 7              | 2              | 42     | 6      |
| 2023    | River Plate | Primera División | 28         | 6          | 3     | 0     | 7              | 1              | 38     | 7      |
| 2024    | Flamengo    | Série A          | 26         | 2          | 6     | 0     | 9              | 0              | 41     | 2      |
| 2025    | Flamengo    | Série A          | 9          | 0          | 1     | 0     | 2              | 1              | 12     | 1      |
| Totaal  | Totaal      | Totaal           | 207        | 33         | 34    | 6     | 64             | 10             | 309    | 49     |

Bijgewerkt op 25 april 2025.

## Interlandcarrière
De La Cruz maakte op 8 oktober 2020 zijn debuut in het Uruguayaans voetbalelftal, tijdens een kwalificatiewedstrijd voor het WK 2022 tegen Chili. Voor rust opende Luis Suárez de score namens het thuisland uit een benutte strafschop en na de rust kwam Chili op gelijke hoogte via Alexis Sánchez. Uruguay zou de wedstrijd winnen met 2–1 door een doelpunt van Maximiliano Gómez. De La Cruz mocht van bondscoach Oscar Tabárez in de basis beginnen en hij werd elf minuten na rust gewisseld ten faveure van Nahitan Nández. De andere Uruguayaanse debutant dit duel was Mauro Arambarri (Getafe). Op 11 juni 2022 kwam De La Cruz voor het eerst tot scoren in de nationale ploeg, tijdens zijn vijftiende interland. In een vriendschappelijke wedstrijd tegen Panama maakte Edinson Cavani de eerste twee doelpunten, waarna De La Cruz de derde maakte. Door treffers van Maximiliano Gómez en Diego Rossi werd het uiteindelijk 5–0.
In oktober 2022 werd De La Cruz door bondscoach Diego Alonso opgenomen in de voorselectie van Uruguay voor het WK 2022. Drie weken later werd hij ook opgenomen in de definitieve selectie. Tijdens dit WK werd Uruguay uitgeschakeld in de groepsfase na een gelijkspel tegen Zuid-Korea, een nederlaag tegen Portugal en een zege op Ghana. De La Cruz kwam in twee duels in actie. Zijn toenmalige clubgenoot Franco Armani (Argentinië) was ook actief op het toernooi.
De La Cruz werd in juni 2024 door bondscoach Marcelo Bielsa opgenomen in de selectie van Uruguay voor de Copa América 2024. Het land overleefde de groepsfase na zeges op Panama (3–1), Bolivia (5–0) en de Verenigde Staten (0–1). Hierna werd Brazilië na strafschoppen verslagen, voor Colombia in de halve finales met 0–1 te sterk was. Na een initiële 2–2 werd op strafschoppen gewonnen van Canada, waardoor Uruguay derde werd. Zijn toenmalige clubgenoten Erick Pulgar (Chili), Giorgian De Arrascaeta, Guillermo Varela en Matías Viña (allen eveneens Uruguay) waren ook actief op het toernooi.
| Interlands van Nicolás De La Cruz voor Uruguay | Interlands van Nicolás De La Cruz voor Uruguay | Interlands van Nicolás De La Cruz voor Uruguay | Interlands van Nicolás De La Cruz voor Uruguay | Interlands van Nicolás De La Cruz voor Uruguay | Interlands van Nicolás De La Cruz voor Uruguay |
| №                                              | Datum                                          | Wedstrijd                                      | Uitslag                                        | Competitie                                     | Goals                                          |
| Als speler bij River Plate                     | Als speler bij River Plate                     | Als speler bij River Plate                     | Als speler bij River Plate                     | Als speler bij River Plate                     | Als speler bij River Plate                     |
| ---------------------------------------------- | ---------------------------------------------- | ---------------------------------------------- | ---------------------------------------------- | ---------------------------------------------- | ---------------------------------------------- |
| 1                                              | 8 oktober 2020                                 | Uruguay – Chili                                | 2 – 1                                          | WK 2022 kwalificatie                           |                                                |
| 2                                              | 13 oktober 2020                                | Ecuador – Uruguay                              | 4 – 2                                          | WK 2022 kwalificatie                           |                                                |
| 3                                              | 13 november 2020                               | Colombia – Uruguay                             | 0 – 3                                          | WK 2022 kwalificatie                           |                                                |
| 4                                              | 17 november 2020                               | Uruguay – Brazilië                             | 0 – 2                                          | WK 2022 kwalificatie                           |                                                |
| 5                                              | 8 juni 2021                                    | Venezuela – Uruguay                            | 0 – 0                                          | WK 2022 kwalificatie                           |                                                |
| 6                                              | 18 juni 2021                                   | Argentinië – Uruguay                           | 1 – 0                                          | Copa América 2021                              |                                                |
| 7                                              | 21 juni 2021                                   | Uruguay – Chili                                | 1 – 1                                          | Copa América 2021                              |                                                |
| 8                                              | 24 juni 2021                                   | Bolivia – Uruguay                              | 0 – 2                                          | Copa América 2021                              |                                                |
| 9                                              | 28 juni 2021                                   | Uruguay – Paraguay                             | 1 – 0                                          | Copa América 2021                              |                                                |
| 10                                             | 7 oktober 2021                                 | Uruguay – Colombia                             | 0 – 0                                          | WK 2022 kwalificatie                           |                                                |
| 11                                             | 10 oktober 2021                                | Argentinië – Uruguay                           | 3 – 0                                          | WK 2022 kwalificatie                           |                                                |
| 12                                             | 14 oktober 2021                                | Brazilië – Uruguay                             | 4 – 1                                          | WK 2022 kwalificatie                           |                                                |
| 13                                             | 29 maart 2022                                  | Chili – Uruguay                                | 0 – 2                                          | WK 2022 kwalificatie                           |                                                |
| 14                                             | 2 juni 2022                                    | Mexico – Uruguay                               | 0 – 3                                          | Vriendschappelijk                              |                                                |
| 15                                             | 11 juni 2022                                   | Uruguay – Panama                               | 5 – 0                                          | Vriendschappelijk                              | 58'                                            |
| 16                                             | 23 september 2022                              | Iran – Uruguay                                 | 1 – 0                                          | Vriendschappelijk                              |                                                |
| 17                                             | 27 september 2022                              | Canada – Uruguay                               | 0 – 2                                          | Vriendschappelijk                              | 6'                                             |
| 18                                             | 24 november 2022                               | Uruguay – Zuid-Korea                           | 0 – 0                                          | WK 2022                                        |                                                |
| 19                                             | 2 december 2022                                | Ghana – Uruguay                                | 0 – 2                                          | WK 2022                                        |                                                |
| 20                                             | 8 september 2023                               | Uruguay – Chili                                | 3 – 1                                          | WK 2026 kwalificatie                           | 38', 71'                                       |
| 21                                             | 12 september 2023                              | Ecuador – Uruguay                              | 2 – 1                                          | WK 2026 kwalificatie                           |                                                |
| 22                                             | 12 oktober 2023                                | Colombia – Uruguay                             | 2 – 2                                          | WK 2026 kwalificatie                           |                                                |
| 23                                             | 17 oktober 2023                                | Uruguay – Brazilië                             | 2 – 0                                          | WK 2026 kwalificatie                           | 77'                                            |
| 24                                             | 16 november 2023                               | Argentinië – Uruguay                           | 0 – 2                                          | WK 2026 kwalificatie                           |                                                |
| 25                                             | 21 november 2023                               | Uruguay – Bolivia                              | 3 – 0                                          | WK 2026 kwalificatie                           |                                                |
| Als speler bij Flamengo                        |                                                |                                                |                                                |                                                |                                                |
| 26                                             | 26 maart 2024                                  | Ivoorkust – Uruguay                            | 2 – 1                                          | Vriendschappelijk                              |                                                |
| 27                                             | 23 juni 2024                                   | Uruguay – Panama                               | 3 – 1                                          | Copa América 2024                              |                                                |
| 28                                             | 27 juni 2024                                   | Uruguay – Bolivia                              | 5 – 0                                          | Copa América 2024                              |                                                |
| 29                                             | 1 juli 2024                                    | Verenigde Staten – Uruguay                     | 0 – 1                                          | Copa América 2024                              |                                                |
| 30                                             | 6 juli 2024                                    | Uruguay – Brazilië                             | 0 – 0 (4 – 2 n.s.)                             | Copa América 2024                              |                                                |
| 31                                             | 10 juli 2024                                   | Uruguay – Colombia                             | 0 – 1                                          | Copa América 2024                              |                                                |
| 32                                             | 15 oktober 2024                                | Uruguay – Ecuador                              | 0 – 0                                          | WK 2026 kwalificatie                           |                                                |
| 33                                             | 21 maart 2025                                  | Uruguay – Argentinië                           | 0 – 1                                          | WK 2026 kwalificatie                           |                                                |

Bijgewerkt op 25 april 2025.

## Erelijst
| Competitie            |             |                  |             |             |
| Competitie            | Aantal      | Jaren            |             |             |
| River Plate           | River Plate | River Plate      | River Plate | River Plate |
| --------------------- | ----------- | ---------------- | ----------- | ----------- |
| Primera División      | 2           | 2021, 2023       |             |             |
| Copa Argentina        | 2           | 2017, 2019       |             |             |
| Supercopa Argentina   | 2           | 2017/18, 2019/20 |             |             |
| Trofeo de Campeones   | 2           | 2021, 2023       |             |             |
| CONMEBOL Libertadores | 1           | 2018             |             |             |
| CONMEBOL Recopa       | 1           | 2019             |             |             |
| Flamengo              |             |                  |             |             |
| Copa do Brasil        | 1           | 2024             |             |             |
| Supercopa Rei         | 1           | 2025             |             |             |
| Campeonato Carioca    | 2           | 2024, 2025       |             |             |